# Jean Hurring
Jean Hurring (* 23. Dezember 1930 in Dunedin als Jean Stewart; † 8. August 2020 in Auckland) war eine neuseeländische Schwimmerin.

## Biografie
Jean Hurring wurde 1930 in Dunedin als Jean Stewart geboren. Stewart besuchte dort die Otago Girls’ High School. Während ihrer Zeit als Schwimmerin verfügte Neuseeland über keinen Schwimmtrainer, weshalb Stewart von Bill Wallace trainiert wurde. Stewart hatte ein Flaschenzugsystem in ihrem Schlafzimmer für das Krafttraining eingerichtet.
Ihren ersten internationalen Erfolg hatte Stewart bei den British Empire Games 1950 in Auckland, wo sie über 110 Yards Rücken die Silbermedaille gewann. Bei den Olympischen Sommerspielen 1952 war sie neben der Leichtathletin Yvette Williams, mit der sie sich ein Zimmer teilte, die einzige weibliche Athletin aus Neuseeland. Im Wettkampf über 100 Meter Rücken schwamm Stewart zu Bronze. Eine weitere Bronzemedaille gewann die Neuseeländerin bei den British Empire and Commonwealth Games 1954 im kanadischen Vancouver. Bei ihrer zweiten Olympiateilnahme in Melbourne 1956 wurde sie im Wettkampf über 100 Meter Rücken Zehnte.
Auf nationaler Ebene konnte Stewart folgende 12 Meistertitel gewinnen:
- 100 Yards Rücken: 1950, 1951, 1952, 1953, 1954, 1956
- 220 Meter Rücken: 1950, 1951, 1952, 1953, 1954
- 100 Yards Schmetterling: 1953

Sie heiratete Lincoln Hurring, der ebenfalls Schwimmer war und zog mit ihm nach Auckland. Ihr Sohn Gary Hurring wurde auch Schwimmer und konnte bei den Weltmeisterschaften Silber und bei den Commonwealth Games Gold gewinnen.
Stewart wurde in die New Zealand Sports Hall of Fame aufgenommen.